# ادامپانتالوو
ادامپانتالوو (به لاتین: Adampantalvu) در سری‌لانکا است که در استان شمالی (سری‌لانکا) واقع شده‌است.